# Campeonato Sul-Americano Feminino de Futebol de Salão (FIFUSA/AMF)
O Campeonato Sul-Americano Feminino de Futebol de Salão foi um torneio internacional de futebol de salão feminino disputado nas regras FIFUSA/AMF, entre equipes nacionais filiadas a Associação Mundial de Futsal - AMF.

## História
A primeira edição foi promovida pela Confederação Sul-Americana de Futebol de Salão no ano de 2015, na cidade colombiana de Cali, e contou com a participação 8 equipes, tendo sido vencida pela seleção da Venezuela.

## Resultados
| 2015 Detalhes | Colômbia | Venezuela | 2 - 0 | Colômbia | Paraguai | 1 - 1 1 - 1 (Prorrogação) Pênaltis: 2–1 | Argentina |